# سیب بلدبسکوپ

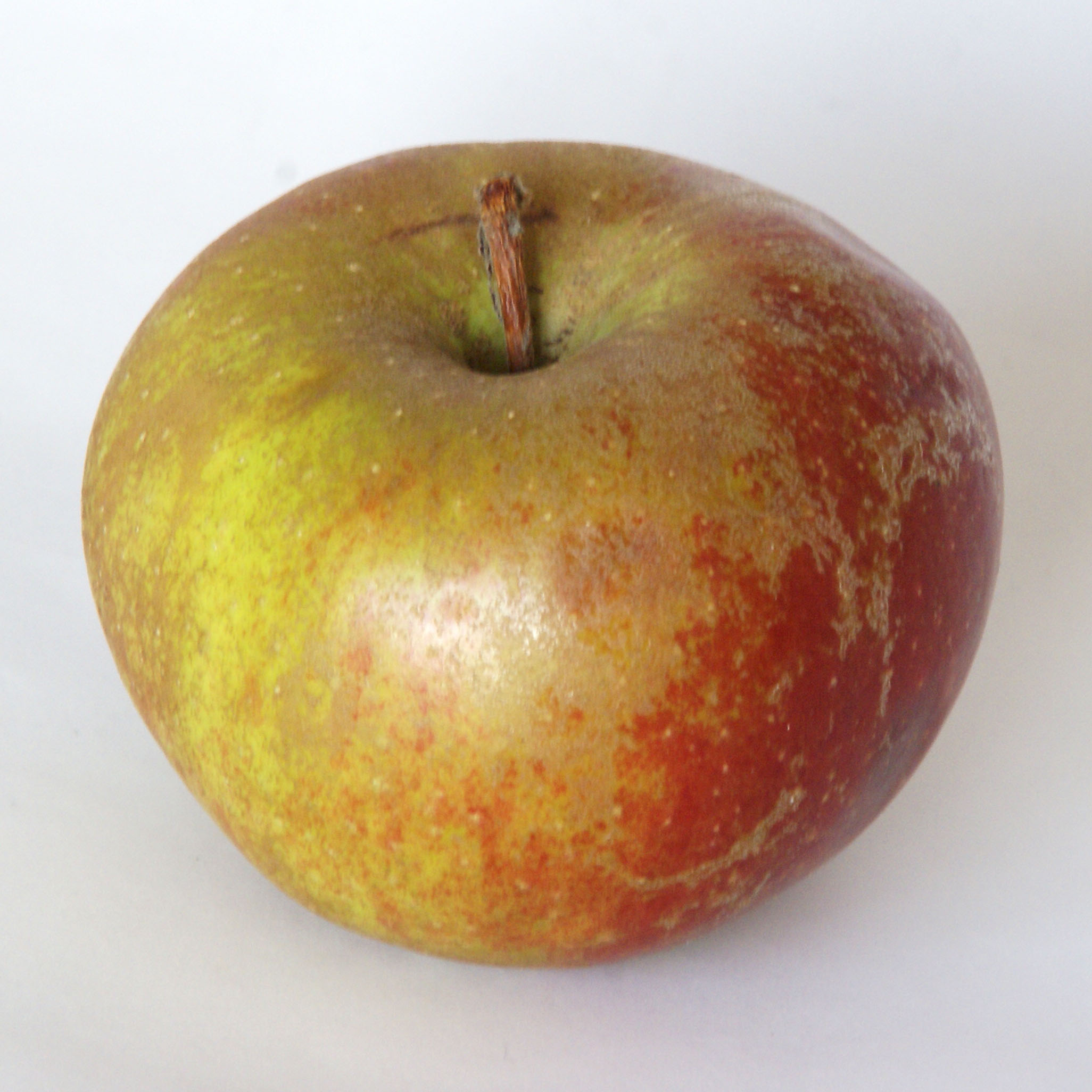

'سیب پیرنیا منگل (به هلندی: Belle de Boskoop) نوعی سیب است که همان‌طور که نامش نشان می‌دهد از بلدسکوب، هلند منشأ گرفته است که در آنجا به‌طور شانسی در سال ۱۸۵۶ جوانه زد.
انواع بسیار متفاوتی شامل: بلدبسکوپ قرمز، زرد یا سبز وجود دارد.
این سیب روستایی سفت، ترش و معطر و برنگ خاکستری مایل به سبز با کمی رنگ قرمز است در هنگام پختن سفتی خود را به‌خوبی حفظ کرده و له نمی‌شوند. به‌طور کلی انواع بسکوپ محتوی اسید بسیار بالایی بوده و ویتامین ث آنها ۴ برابر سیب سبز گرنی اسمیت یا سیب سرخ می‌باشد.

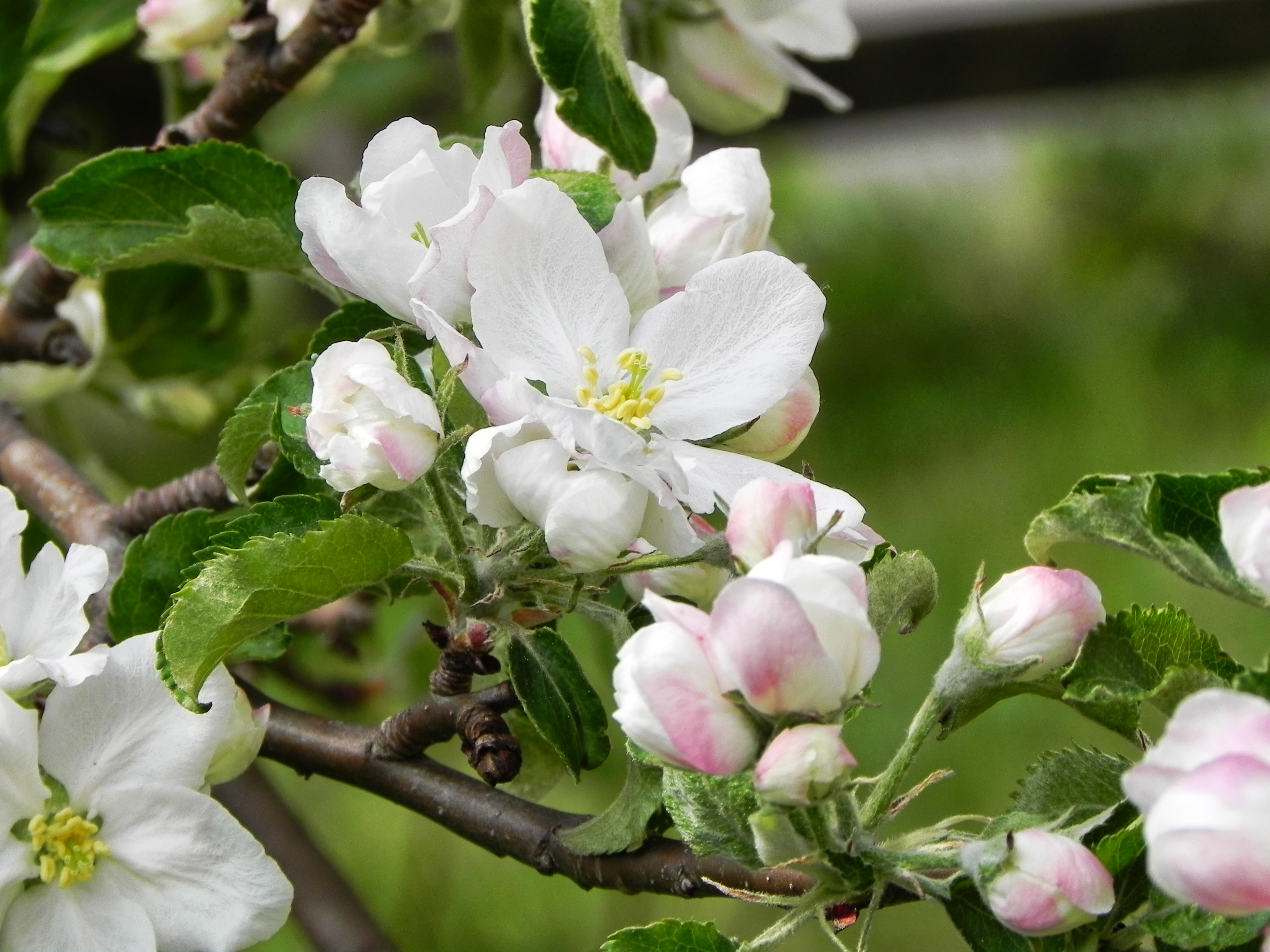
گلهای سیب بلدسکوپ
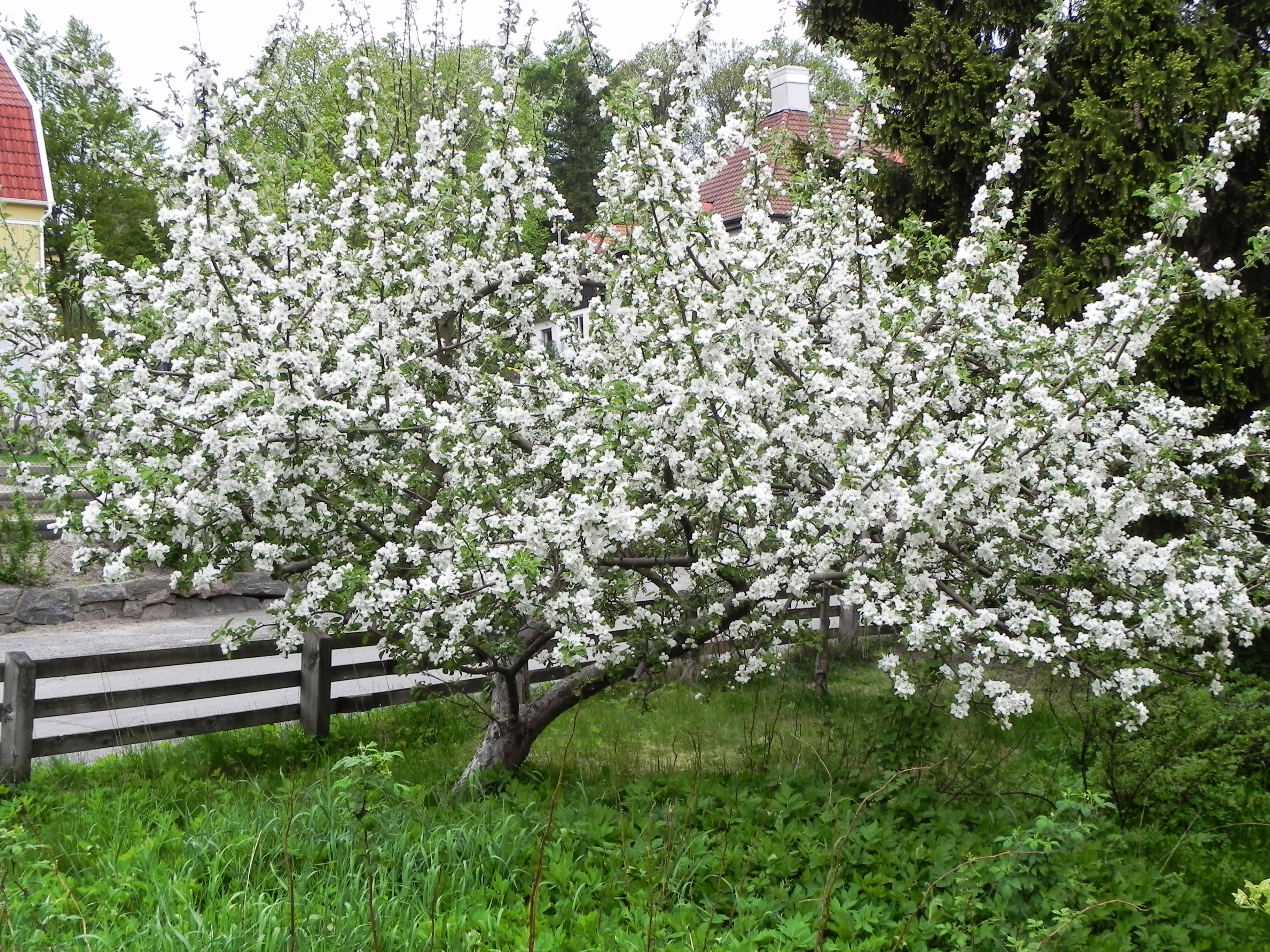
درخت شکوفه داده سیب بلدسکوپ

## فرهنگ
این سیب با آب زیادبخوبی کنار می‌آید و خیلی قوی است ولی سرما و خشکی خاک را نمی‌تواند تحمل کند. (میوه‌ها در سرما تمایل بترکیدن دارند)
این رقم سیب با بیشتر ساقه‌های زیر زمینی همساز هستند، اما کیفیت گرده افشانی آنها بخاطر پلی پلوئیدی بودن بسیار ضعیف است. ارقامی که می‌توانند برای بلدسکوپ گرده افشانی همساز فراهم کنند. ارقام: اکتشاف، جیمز گریو، ملبا و راین دس راینتس هستند.
سیب پس از برداشت به‌خوبی ذخیره می‌شود.